# Österreichische Fußballmeisterschaft 1914/15
Die Österreichische Fußballmeisterschaft 1915 wurde vom Niederösterreichischen Fußball-Verband ausgerichtet und von dessen Mitgliedern bestritten. Es gab ursprünglich vier gleichberechtigte österreichische Meisterschaften, die sich auf das österreichische Kernland, Böhmen, Mähren-Schlesien und Polen (Galizien) verteilten und somit alle Gebiete Cisleithaniens umfassten. Während des Ersten Weltkrieges wurde jedoch ausschließlich die Erste Klasse des NFV als Kriegsmeisterschaft ohne Relegation ausgespielt.

## Österreichisches Kernland

### Erste Klasse (NFV)

#### Allgemeines
Die Meisterschaft der Saison 1915 wurde als erste Kriegsmeisterschaft ausgetragen und umfasste nur neun Runden, welche alle im Frühjahr ausgetragen wurden. Der Wiener AC konnte dieser Tage, obwohl er wie alle anderen Klubs unter dem Verlust und der Einberufung seiner Spieler litt, die stärkste Mannschaft stellen. Mit einem 9:1 und einem 15:0 gegen Sport-Club beziehungsweise Simmering gestartet, stellten sich die Athletiker bereits in der siebenten Runde Vorjahresmeister WAF zur Entscheidung. Kapitän Johann Studnicka staubte zum siegbringenden 1:0 ab, sodass der WAC zum vierten Mal österreichischer Fußballmeister wurde, davon das erste Mal im ÖFV. Der Abstieg war indes während des Ersten Weltkriegs ausgesetzt worden.

#### Abschlusstabelle
| Pl.                                                          | Verein                    | Sp. | S | U | N | Tore    | Quote | Punkte |
| ------------------------------------------------------------ | ------------------------- | --- | - | - | - | ------- | ----- | ------ |
| 1.                                                           | Wiener AC                 | 9   | 8 | 0 | 1 | 046:900 | 5,11  | 16     |
| 2.                                                           | Wiener Association FC (M) | 9   | 7 | 1 | 1 | 030:140 | 2,14  | 15     |
| 3.                                                           | SK Rapid Wien             | 9   | 4 | 2 | 3 | 023:160 | 1,44  | 10     |
| 4.                                                           | Wiener Amateur-SV         | 9   | 4 | 1 | 4 | 015:110 | 1,36  | 09     |
| 5.                                                           | ASV Hertha Wien           | 9   | 4 | 1 | 4 | 015:220 | 0,68  | 09     |
| 6.                                                           | Floridsdorfer AC          | 9   | 3 | 3 | 3 | 022:220 | 1,00  | 09     |
| 7.                                                           | SpC Rudolfshügel          | 9   | 4 | 0 | 5 | 021:260 | 0,81  | 08     |
| 8.                                                           | Wiener Sport-Club         | 9   | 2 | 2 | 5 | 013:260 | 0,50  | 06     |
| 9.                                                           | SC Wacker Wien (N)        | 9   | 1 | 3 | 5 | 013:220 | 0,59  | 05     |
| 10.                                                          | 1. Simmeringer SC EK1     | 9   | 1 | 1 | 7 | 015:450 | 0,33  | 03     |
| Stand: Endstand. Quelle: Austria Soccer, Rapid-Archiv, RSSSF |                           |     |   |   |   |         |       |        |

| (M) | Österreichischer Meister 1913/14 |
| (N) | Neuaufsteiger der Saison 1913/14 |

Aufsteiger
- Zweite Klasse A: keiner, da Erster Weltkrieg

#### Spiele im Detail
| Durchgang ab Feber | Durchgang ab Feber                        | Durchgang ab Feber |
| Datum              | Spielpaarung                              | Ergeb.             |
| Februar 1915       | Februar 1915                              | Februar 1915       |
| ------------------ | ----------------------------------------- | ------------------ |
| 28. Februar 1915   | Floridsdorfer AC – Wiener Association FC  | 3:6                |
| 28. Februar 1915   | SK Rapid Wien – ASV Hertha Wien           | 3:1                |
| 28. Februar 1915   | Wiener AC – Wiener Sport-Club             | 9:1                |
| März 1915          |                                           |                    |
| 7. März 1915       | Floridsdorfer AC – Wiener AC              | 5:7                |
| 14. März 1915      | SK Rapid Wien – Wiener Association FC     | 2:2                |
| 14. März 1915      | Wiener AC – 1. Simmeringer SC             | 15:0               |
| 14. März 1915      | Wiener Amateur SV – SC Rudolfshügel       | 3:0                |
| 21. März 1915      | Floridsdorfer AC – SC Rudolfshügel        | 4:2                |
| 21. März 1915      | ASV Hertha Wien – Wiener Sport-Club       | 1:1                |
| 21. März 1915      | SK Rapid Wien – Wiener AC                 | 0:2                |
| 21. März 1915      | Wiener Association FC – 1. Simmeringer SC | 2:0                |
| 25. März 1915      | ASV Hertha Wien – Wiener AC               | 0:5                |
| 25. März 1915      | SC Wacker Wien – Wiener Association FC    | 1:4                |
| 25. März 1915      | Wiener Amateur SV – Floridsdorfer AC      | 0:0                |
| April 1915         |                                           |                    |
| 11. April 1915     | ASV Hertha Wien – 1. Simmeringer SC       | 4:2                |
| 11. April 1915     | SK Rapid Wien – SC Wacker Wien            | 2:2                |
| 11. April 1915     | Wiener AC – SC Rudolfshügel               | 3:0                |
| 11. April 1915     | Wiener Amateur SV – Wiener Sport-Club     | 1:0                |
| 18. April 1915     | Floridsdorfer AC – 1. Simmeringer SC      | 2:1                |
| 18. April 1915     | SK Rapid Wien – SC Rudolfshügel           | 2:3                |
| 18. April 1915     | SC Wacker Wien – Wiener Sport-Club        | 0:1                |
| 18. April 1915     | Wiener Amateur SV – ASV Hertha Wien       | 0:2                |
| 18. April 1915     | Wiener Association FC – Wiener AC         | 0:1                |
| 25. April 1915     | 1. Simmeringer SC – Wiener Sport-Club     | 2:2                |
| 25. April 1915     | ASV Hertha Wien – Floridsdorfer AC        | 0:4                |
| 25. April 1915     | SC Wacker Wien – SC Rudolfshügel          | 3:4                |

| Durchgang ab Mai | Durchgang ab Mai                          | Durchgang ab Mai |
| Datum            | Spielpaarung                              | Ergeb.           |
| Mai 1915         | Mai 1915                                  | Mai 1915         |
| ---------------- | ----------------------------------------- | ---------------- |
| 2. Mai 1915      | SC Wacker Wien – ASV Hertha Wien          | 3:3              |
| 9. Mai 1915      | 1. Simmeringer SC – Wiener Amateur SV     | 2:7              |
| 9. Mai 1915      | SK Rapid Wien – Floridsdorfer AC          | 3:1              |
| 9. Mai 1915      | SC Wacker Wien – Wiener AC                | 1:4              |
| 16. Mai 1915     | SK Rapid Wien – Wiener Sport-Club         | 0:1              |
| 16. Mai 1915     | Wiener Association FC – Wiener Amateur SV | 2:1              |
| 23. Mai 1915     | SC Rudolfshügel – 1. Simmeringer SC       | 4:1              |
| 24. Mai 1915     | SC Rudolfshügel – ASV Hertha Wien         | 1:2              |
| Juni 1915        |                                           |                  |
| 3. Juni 1915     | SC Wacker Wien – Floridsdorfer AC         | 0:0              |
| 3. Juni 1915     | Wiener Amateur SV – Wiener AC             | 2:0              |
| 3. Juni 1915     | Wiener Sport-Club – Wiener Association FC | 3:4              |
| 13. Juni 1915    | SK Rapid Wien – 1. Simmeringer SC         | 7:3              |
| 13. Juni 1915    | SC Wacker Wien – Wiener Amateur SV        | 1:0              |
| 13. Juni 1915    | Wiener Association FC – SC Rudolfshügel   | 7:1              |
| 27. Juni 1915    | SK Rapid Wien – Wiener Amateur SV         | 4:1              |
| Juli 1915        |                                           |                  |
| 4. Juli 1915     | SC Rudolfshügel – Wiener Sport-Club       | 6:1              |
| 11. Juli 1915    | ASV Hertha Wien – Wiener Association FC   | 2:3              |
| 11. Juli 1915    | Wiener Sport-Club – Floridsdorfer AC      | 3:3              |
| 18. Juli 1915    | 1. Simmeringer SC – SC Wacker Wien        | 4:2              |

#### Torschützenliste
| Pl.                    | Tore    | Spieler          | Verein                |
| ---------------------- | ------- | ---------------- | --------------------- |
| 1.                     | 12 Tore | Franz Heinzl     | Wiener Association FC |
| 2.                     | 11 Tore | Robert Kutschera | Floridsdorfer AC      |
| 3.                     | 10 Tore | Leopold Deutsch  | Wiener AC             |
|                        |         | Johann Neumann   | Wiener AC             |
| 5.                     | 8 Tore  | Friedrich Maly   | 1. Simmeringer SC     |
|                        |         | Johann Studnicka | Wiener AC             |
| Quelle: Austria Soccer |         |                  |                       |

siehe auch Liste der besten Torschützen Österreichs

#### Die Meistermannschaft
| Wiener AC |
| Johann Brandweiner – Rudolf Heger, Franz Schlosser, Johann Kaps, Karl Achatzy, Richard Kohn, Julius Kaps, Gustav Chrenka, Leopold Deutsch, Johann Neumann, Grünfeld, Karl Heinlein, Johann Studnicka, Karl Dürschmied, Stejskal |
| Quelle: Austria Soccer |

### Zweite Klasse (NFV)

#### Allgemeines
Kriegsbedingt sind nur wenige Spielergebnisse der Saison 1915 in der Zweiten Klasse A erhalten geblieben, sodass im Folgenden nur die Positionsergebnisse angeführt werden können:

#### Abschlusstabelle
| Pl.                                            | Verein                     | Sp. | S | U | N | Tore | Quote | Punkte |
| ---------------------------------------------- | -------------------------- | --- | - | - | - | ---- | ----- | ------ |
| 1.                                             | SK Admira Wien             | 9   |   |   |   |      |       |        |
| 2.                                             | SC Donaustadt              | 9   |   |   |   |      |       |        |
| 3.                                             | Rot Stern Wien ZK1         | 9   |   |   |   |      |       |        |
| 4.                                             | SK Slovan Wien (N)         | 9   |   |   |   |      |       |        |
| 5.                                             | Nußdorfer AC (N)           | 9   |   |   |   |      |       |        |
| 6.                                             | Wiener Bewegungsspieler    | 9   |   |   |   |      |       |        |
| 7.                                             | Liesinger ASK (N)          | 9   |   |   |   |      |       |        |
| 8.                                             | SK Favoritner Vorwärts     | 9   |   |   |   |      |       |        |
| 9.                                             | Währinger Bycicle-Club (N) | 9   |   |   |   |      |       |        |
| 10.                                            | Floridsdorfer SC (N)       | 9   |   |   |   |      |       |        |
| Stand: Endstand. Quelle: Austria Soccer, RSSSF |                            |     |   |   |   |      |       |        |

| (N) | Neuaufsteiger der Saison 1913/14 |

Aufsteiger
- Zweite Klasse B: SC Ober St. Veit

### FBiNÖ Meisterschaft
Abschlusstabelle
| Pl.                                            | Verein                      | Sp. | S | U | N | Tore    | Quote | Punkte |
| ---------------------------------------------- | --------------------------- | --- | - | - | - | ------- | ----- | ------ |
| 1.                                             | Döblinger SC                | 9   | 8 | 0 | 1 | 046:500 | 9,20  | 16     |
| 2.                                             | SC Astoria FBiNÖ1           | 9   | 7 | 1 | 1 | 044:700 | 6,29  | 15     |
| 3.                                             | Fünfhauser SC               | 9   | 7 | 0 | 2 | 027:700 | 3,86  | 14     |
| 4.                                             | SC Typographia FBiNÖ1       | 9   | 6 | 2 | 1 | 030:120 | 2,50  | 14     |
| 5.                                             | SC Libertas FBiNÖ1          | 9   | 4 | 1 | 4 | 025:220 | 1,14  | 09     |
| 6.                                             | SC Cechie FBiNÖ1            | 9   | 1 | 1 | 7 | 011:780 | 0,14  | 03     |
| 7.                                             | Währinger Viktoria FBiNÖ1   | 9   | 3 | 2 | 4 | 018:210 | 0,86  | 08     |
| 8.                                             | FC Nicholson                | 9   | 2 | 1 | 6 | 031:120 | 2,58  | 05     |
| 9.                                             | Floridsdorfer Rekord FBiNÖ1 | 9   | 3 | 0 | 6 | 022:320 | 0,69  | 06     |
| 10.                                            | SC Training                 | 9   | 0 | 0 | 9 | 002:560 | 0,04  | 0      |
| Stand: Endstand. Quelle: Austria Soccer, RSSSF |                             |     |   |   |   |         |       |        |

### Meisterschaft des DAFV
Eine Meisterschaft des Deutsch-Alpenländischen Fußballverbandes (DAFV) wurde wegen des Ersten Weltkrieges in dieser Saison keine ausgetragen.

## Situation in den Kronländern

### Böhmen
Der Deutsche Fußball-Verband für Böhmen trug in dieser Saison keine Meisterschaft aus. Für die tschechischsprachigen Vereine gab es die Tschechische Fußballmeisterschaft 1915 in Böhmen, die, vor allem in Prag, ausgetragen und vom Český svaz footballový (ČSF) organisiert wurde.

### Mähren-Schlesien
Der Deutsche Fußball-Verband für Mähren und Schlesien trug in dieser Saison keine Meisterschaft aus.

### Polen
Der Deutsche Fußball-Verband für Polen trug in dieser Saison keine Meisterschaft aus.